# Epic Day
EPIC DAY – dziewiętnasty album studyjny japońskiego zespołu B’z, wydany 4 marca 2015 roku, ponad 3,5 roku po ich poprzednim albumie studyjnym C’mon. Został wydany po przerwie, w której członkowie pracowali nad solowymi projektami, Kōshi Inaba wydał Singing Bird, a Tak Matsumoto – New Horizon.
Album osiągnął 1 pozycję w rankingu Oricon i pozostał na liście przez 23 tygodnie, sprzedał się w nakładzie 287 308. Zdobył status platynowej płyty.
Album ukazał się w czterech wersjach: regularnej, analogowej, limitowanej CD+DVD oraz limitowanej „LIVE-GYM 2015”.

## Lista utworów
| CD  |                                                          |      |
| Nr  | Tytuł                                                    | Czas |
| 1.  | „C’mon”                                                  | 4:16 |
| 1.  | „Las Vegas”                                              | 4:05 |
| 2.  | „Uchōten” (jap. 有頂天)                                  | 4:03 |
| 3.  | „Exit To The Sun”                                        | 4:55 |
| 4.  | „NO EXCUSE”                                              | 4:03 |
| 5.  | „Amarinimo” (jap. アマリニモ)                            | 4:30 |
| 6.  | „EPIC DAY”                                               | 4:46 |
| 7.  | „Classmate”                                              | 4:30 |
| 8.  | „Black Coffee”                                           | 3:43 |
| 9.  | „Kimi wo kinishinai hi nado” (jap. 君を気にしない日など) | 4:31 |
| 10. | „Man Of The Match”                                       | 4:13 |

## Notowania
| Lista                                 | Pozycja |
| ------------------------------------- | ------- |
| Oricon Weekly Albums Chart            | 1       |
| Oricon Monthly Albums Chart           | 2       |
| Oricon Yearly Albums Chart (rok 2015) | 12      |
| Billboard Japan Top Album Sales       | 1       |